# Ophiomyia skanensis
Ophiomyia skanensis este o specie de muște din genul Ophiomyia, familia Agromyzidae, descrisă de Spencer în anul 1976.
Este endemică în Sweden. Conform Catalogue of Life specia Ophiomyia skanensis nu are subspecii cunoscute.